# Myriopholis burii
Myriopholis burii es una especie de serpientes de la familia Leptotyphlopidae.

## Distribución geográfica yhábitat
Es endémica del sudoeste de Arabia Saudita y el oeste del Yemen. Su rango altitudinal oscila entre 1350 y 1460 m s. n. m..